# Eremisca interposita
Eremisca interposita är en tvåvingeart som beskrevs av Pavel Lehr 1987. Eremisca interposita ingår i släktet Eremisca och familjen rovflugor.
Artens utbredningsområde är Uzbekistan. Inga underarter finns listade i Catalogue of Life.